# Estação Rokujizo
Rokujizo é uma das estações terminais da linha Tozai do metro de Quioto, no Japão.